# دسته سیسیلی‌ها
دسته سیسلی‌ها (به فرانسوی: Le Clan des Siciliens) نام فیلمی در ژانر جنایی و محصول سال ۱۹۶۹ میلادی است به کارگردانی آنری ورنوی و بازی ژان گابن، لینو ونتورا و آلن دلون است.

## داستان

ایتالیا - ۰۱ مارس: سر صحنه فیلمبرداری فیلم طایفه سیسیلی در رم، ایتالیا در مارس ۱۹۶۹- بازیگران فرانسوی آلن دلون، ژان گابین و بازیگر ایتالیایی لینو ونتورا در صحنه فیلم جنایی «قبیله سیسیلی» (Le Clan des) Siciliens) به کارگردانی هانری ورنوی.

ویتوریو مانالزه (ژان گابن) رهبر یک خانواده سیسیلی مرتبط با مافیاست، او توانسته در طی اقامت طولانی‌مدت در مارسی شرایط کسب‌وکار موفق و موقعیت اجتماعی آبرومندانه‌ای برای خود فراهم کند. هرچند که هیچ وقت پلیس فرانسه دست از نظارت دورادور خانواده او برنداشته است. مانالزه از طرق مختلف و غیرقانونی سعی در ایجاد راه‌هایی برای امرار معاش خانواده خود دارد، اما با ورود روژه سارته (آلن دلون) جسور، سرکش و فراری از دست پلیس شرایط خانواده مانالزه نیز دستخوش امواج خروشان و بادهای نامساعد ناشی از حضور این فراری در بین خود می‌شود.
مانالزه‌ها که در شرایطی وخیم با گرفتن پول از خواهر روژه سارته او را از دست سیستم قضایی فرانسه رهانیده‌اند در قدم دوم خود را درگیر نقشه سرقت از موزه‌ای می‌بینند که روژه توانسته به‌دست بیاورد.
کمیسر لی‌گوف (لینو ونتورا) افسر مسئول پروندهٔ روژه سارته درمی‌یابد که خانواده مانالزه و سارته به‌شکلی با هم در یک سرقت جدید همکاری خواهد داشت و به همین منظور مراقبت از آنان را چند برابر می‌کند.
مانالزه متوجه می‌شود که نقشه سرقتی که سارته دارد اجرا شدنی نیست و به همین دلیل دوست دیگرش در آمریکا (تونی نیکوسیا) را وارد ماجرا می‌کند.
نقشه‌ای فوق‌العاده طرح می‌شود و همه گروه دست‌به‌کار می‌شوند در حالی که پلیس نیز با تمام نیرو کل گروه را زیر نظر گرفته است…